# Carl Gustav Rehnskiöld
Carl Gustav Rehnskiöld (Greifswald, 6 agosto 1651 – Läggesta, 29 gennaio 1722) è stato un generale svedese, maresciallo di campo dell'esercito svedese e particolarmente noto per le sue attività durante la grande guerra del Nord.

## Biografia
Nato nella provincia della Pomerania svedese da una famiglia nobile, ricevette una buona educazione nelle scuole della Bassa Sassonia e poi presso l'Università di Lund, dove fu allievo dello storico e filosofo Samuel von Pufendorf. Scelta la carriera militare, nel 1673 Rehnskiöld entrò nell'esercito come sottotenente del reggimento di fanteria Närke-Värmlands, ma già l'anno successivo passò alla cavalleria come tenente del Riksänkedrottningens livregemente e nel 1676 venne ammesso nel reggimento delle guardie a cavallo (Livgardet); in questa veste prese parte alla guerra di Scania del 1675-1679, e per le sue azioni in particolare durante la battaglia di Halmstad e la battaglia di Lund il 5 novembre 1677 ottenne la promozione a tenente colonnello per volere dello stesso re Carlo XI di Svezia. Promosso maggior generale nel 1696 e tenente generale nel 1698, quello stesso anno ottenne la nomina a governatore della Scania.
Con lo scoppio della grande guerra del Nord nel 1700, Rehnskiöld partecipò alle campagne intraprese dal giovane monarca Carlo XII contro
danesi, russi, sassoni e polacchi: dopo aver partecipato al blocco di Copenaghen, il generale giocò un ruolo importante nella pianificazione e nella conduzione della battaglia di Narva contro i russi e della battaglia di Klissow contro polacco-sassoni. Dopo aver servito come governatore della Pomerania svedese, all'inizio del 1706 assunse il comando di un'armata indipendente nella Polonia occidentale e inflisse una pesantissima sconfitta alle forze polacco-sassoni nella battaglia di Fraustadt del 13 febbraio 1706, grazie alla quale gli svedesi poterono obbligare Sassonia e Polonia ad uscire dal conflitto; per i suoi meriti in battaglia, fu promosso a maresciallo di campo dallo stesso re Carlo XII.
Sempre al fianco del monarca, Rehnskiöld partecipò all'invasione svedese della Russia lanciata a partire dall'inizio del 1708: comandò la cavalleria durante la vittoriosa battaglia di Holowczyn del 14 luglio 1708, e ricevette una ferita nel corso dell'assedio di Veprik del 3 gennaio 1709; dopo il ferimento di Carlo XII nel corso di un'azione minore del giugno del 1709, il maresciallo Rehnskiöld assunse la guida dell'intera armata svedese, anche se i suoi ripetuti contrasti con il comandante della fanteria, generale Adam Ludwig Lewenhaupt, minarono la coesione dell'alto comando svedese. Il 9 luglio 1709 Rehnskiöld guidò le forze svedesi nel corso della battaglia di Poltava contro l'armata russa dello zar Pietro I: schiacciati dalla superiorità di fuoco dei russi, gli svedesi furono messi in rotta e lo stesso maresciallo fu fatto prigioniero durante le fasi finali dello scontro.
Rehnskiöld rimase prigioniero di guerra dei russi fino al 1718, quando fu liberato; rientrato in Svezia si ritirò a vita privata, morì il 29 gennaio 1722.